# Friedrich Koncilia
Friedrich Koncilia detto Friedl (Klagenfurt, 25 febbraio 1948) è un allenatore di calcio ed ex calciatore austriaco.

## Carriera
Debuttò come portiere professionista nel 1965, a 17 anni, nelle file dell'Austria Klagenfurt. Passò poi al Wattens e nel 1971, in seguito allo Spielgemeinschaft con il Wacker Innsbruck, al SSW Innsbruck dove rimase per otto anni, vincendo 4 campionati, 3 Coppe d'Austria e 2 Coppe Mitropa.
Già il 27 settembre 1970, a Budapest, debuttò anche in Nazionale in occasione dell'incontro amichevole contro l'Ungheria, pareggiato 1-1. In Nazionale continuò ad occupare il posto di portiere titolare fino al 1985, e disputò gli incontri dei Mondiali di Argentina 1978 e Spagna 1982.
Dopo una breve parentesi all'estero, nella formazione belga dell'Anderlecht nel 1979, nel 1980 passò all'Austria Vienna, dove conquistò altri 4 campionati e 3 Coppe d'Austria.
Dopo il ritiro, avvenuto nel 1985, intraprese la carriera di dirigente sportivo, sempre per l'Austria Vienna e di allenatore nelle serie minori del campionato austriaco.

## Palmarès
- Campionato austriaco: 8

SSW Innsbruck: 1971-1972, 1972-1973, 1974-1975, 1976-1977
Austria Vienna: 1979-1980, 1980-1981, 1983-1984, 1984-1985
- Coppa d'Austria: 6

SSW Innsbruck: 1972-1973, 1974-1975, 1977-1978
Austria Vienna: 1979-1980, 1981-1982, 1983-1984
- Coppa Mitropa: 2

SSW Innsbruck: 1974-1975, 1975-1976